# Formulation implicite ou explicite d'un problème de dynamique
Pour les articles homonymes, voir Explicite.
En simulation numérique, un problème dépendant du temps peut être formulé de manière implicite ou explicite. Un problème dépendant du temps décrit une situation qui évolue ; le système est modélisé à différents instants t discrets appelés « pas de temps ».
La méthode explicite consiste à déterminer la solution à t + Δt en fonction de la valeur de la fonction en t. Si la fonction à évaluer s'appelle y(t), alors le problème se formule de la manière suivante :
y(t + Δt) = F(y(t)).
La méthode d'Euler est une méthode explicite.
La méthode implicite consiste à déterminer la solution à t + Δt en résolvant une équation prenant en compte la valeur de la fonction en t et en t + Δt. Le problème se formule de la manière suivante :
G(y(t), y(t + Δt)) = 0.
Les méthodes de Runge-Kutta sont des méthodes dites implicites-explicites (ou « imex ») car une partie est résolue par une méthode implicite et l'autre par une méthode explicite.

## Application en dynamique
La formulation implicite est la formulation la plus simple mais elle est limitée aux problèmes quasi statiques.
La formulation explicite permet de modéliser plus finement les phénomènes mais est très gourmande en ressources (nombre d'opérations, durée du calcul, mémoire nécessaire). Elle est donc utilisée pour des simulations de phénomènes de courte durée et ne pouvant être simulés avec la formulation implicite : il s'agit essentiellement de problèmes de dynamique rapide, chocs, propagation d'ondes.
En termes de logiciels, on parle de solveur implicite ou de solveur explicite.
En formulation implicite, le phénomène est représenté par l'équation
{\displaystyle m{\ddot {x}}+c{\dot {x}}+kx=\mathrm {F} (t)}
où
- {\displaystyle x} est le vecteur position ; {\displaystyle {\dot {x}}} est le vecteur vitesse et {\displaystyle {\ddot {x}}} le vecteur accélération ;
- m est la masse ;
- c est un facteur d'amortissement ;
- k est la raideur ;
- F est la force extérieure s'exerçant sur le système ;
- t est le temps.

Pour être plus précis, dans la méthode des éléments finis, cette équation décrit le comportement des éléments, les différents termes de l'équation sont donc des matrices. À chaque pas de temps, le solveur cherche une solution stationnaire à cette équation, cela représente donc une situation d'équilibre.
S'agissant d'une résolution quasi-statique, le système est résolu de manière statique pour chaque pas de temps.
En formulation explicite, le phénomène est représenté par les équations de Navier-Stokes, des équations aux dérivées partielles correspondant à la conservation de la masse, de l'impulsion (quantité de mouvement) et de l'énergie en coordonnées lagrangiennes :
conservation de la masse : {\displaystyle {\frac {\rho _{0}\mathrm {V} _{0}}{\mathrm {V} }}={\frac {m}{\mathrm {V} }}} ;
conservation de l'impulsion : {\displaystyle \left\{{\begin{matrix}\rho {\ddot {x}}=b_{x}+{\frac {\partial \sigma _{xx}}{\partial x}}+{\frac {\partial \sigma _{xy}}{\partial y}}+{\frac {\partial \sigma _{xz}}{\partial z}}\\\rho {\ddot {y}}=b_{y}+{\frac {\partial \sigma _{yx}}{\partial x}}+{\frac {\partial \sigma _{yy}}{\partial y}}+{\frac {\partial \sigma _{yz}}{\partial z}}\\\rho {\ddot {z}}=b_{z}+{\frac {\partial \sigma _{zx}}{\partial x}}+{\frac {\partial \sigma _{zy}}{\partial y}}+{\frac {\partial \sigma _{zz}}{\partial z}}\\\end{matrix}}\right.}
conservation de l'énergie : {\displaystyle {\dot {e}}={\frac {1}{\rho }}(\sigma _{xx}{\dot {\varepsilon }}_{xx}+\sigma _{yy}{\dot {\varepsilon }}_{yy}+\sigma _{zz}{\dot {\varepsilon }}_{zz}+2\sigma _{xy}{\dot {\varepsilon }}_{xy}+2\sigma _{yz}{\dot {\varepsilon }}_{yz}+2\sigma _{zx}{\dot {\varepsilon }}_{zx})}
où
- ρ0 est la masse volumique initiale et ρ la masse volumique à l'instant t ;
- V0 est le volume initial de la maille et V le volume à l'instant t ;
- σ est le tenseur des contraintes ;
- ε est le tenseur des déformations.

Ces équations sont résolues à chaque pas de temps en considérant les résultats de la simulation au pas de temps précédent, mais sans chercher d'équilibre.